# Paratha

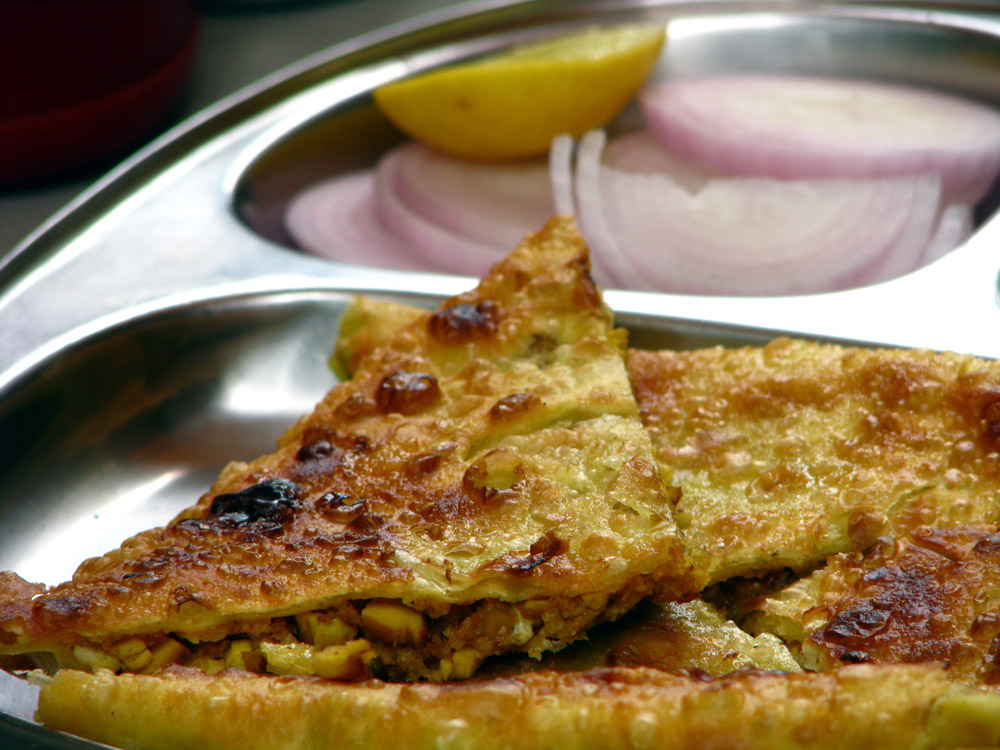
Nadziewana paratha w stylu bengalskim

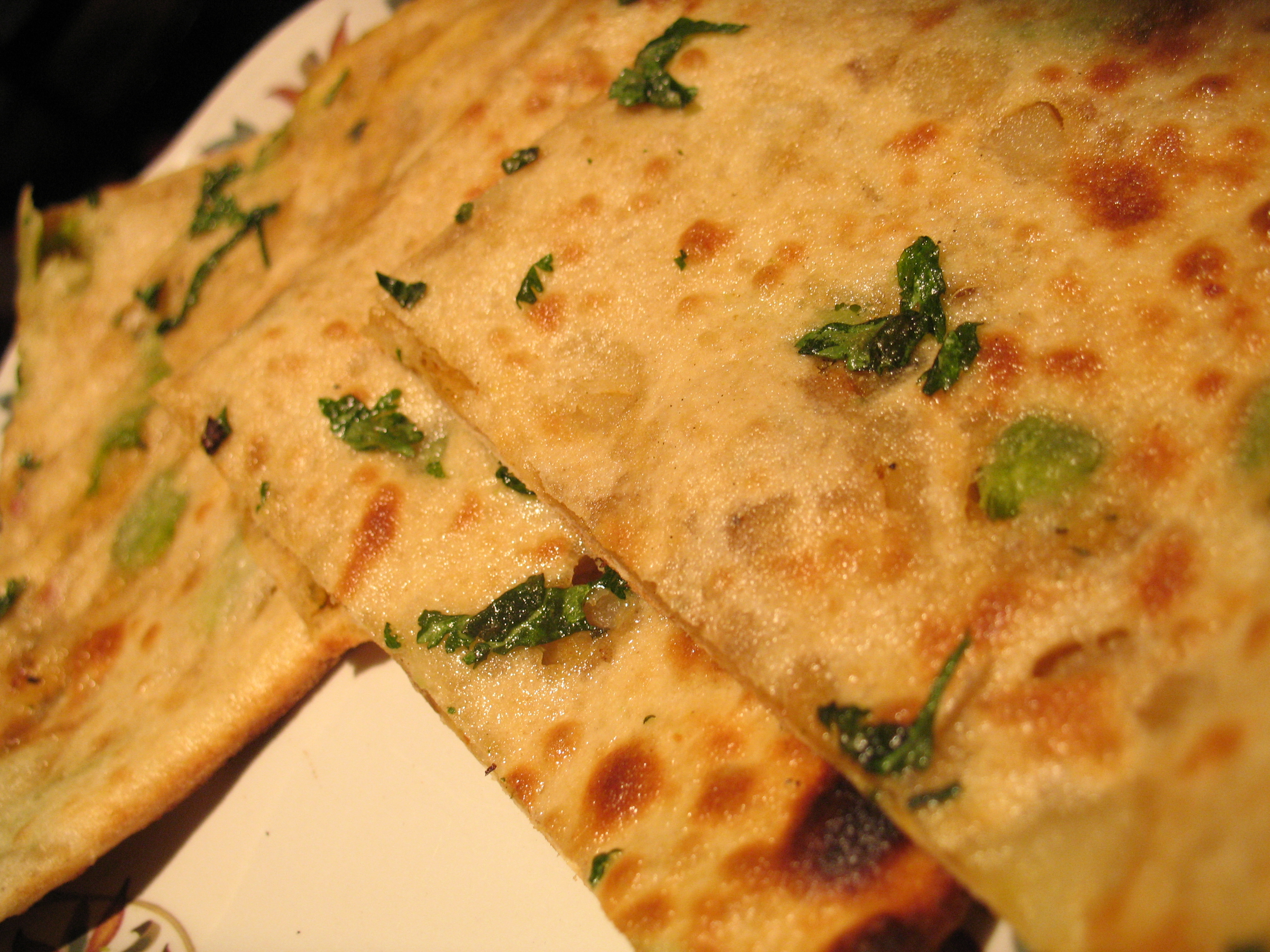
Alu paratha - paratha z ziemniakami

Paratha, parantha, paratta, porotta, prontha (tamil. பராட்டா) – płaski chlebek indyjski, zrobiony z razowej mąki pszenicznej (ata), smażony w ghi lub oleju. Wywodzi się pierwotnie prawdopodobnie z Pendżabu, obecnie popularny jest na całym subkontynencie indyjskim i w innych krajach Azji. Istnieją niezliczone odmiany, wiele z nich nadziewanych. Za nadzienie służą najczęściej ziemniaki, różne kombinacje warzyw lub ser.
Pierwsze wzmianki o chlebie Paratha pochodzą z epoki wczesnego średniowiecza. Opis tego rodzaju pieczywa pojawiła się sanskryckim tekście z XII wieku zwanym Mānasollāsa . 
Sposób podawania parathy różni się w zależności od regionu. W Amritsar serwują maślane kulchas robione w tandoorze, a w Gudżaracie słodko-gorzkie methi theplasa, a w Kalkucie kheema paratha w stylu Mughlai z pikantnym mielonym mięsem kozim .
W rankingu Taste Atlas indyjski płaski chleb znalazł się na czwartym miejscu w kategorii najlepszych ulicznych dań na świecie  . 